# 元姑娘
元氏（528年2月12日—？），是北魏孝明帝元詡与宫嫔潘外憐的女儿，真名不详，後世也称之为“元姑娘”。出生后她的祖母、掌握帝国实际大权的皇太后胡氏对外宣称她是皇子，以安人心。不久，孝明帝暴崩，尚在襁褓中的她以先帝唯一“皇子”的身份继位（528年4月1日），在名义上成为了北魏的第10位皇帝。但即位当天便被胡太后废黜，次日由幼主元钊继位，之后史书上便没有了对她的记载。

## 生平

### 出生
北魏孝明帝孝昌四年春正月初七乙丑日（528年2月12日）出生，是孝明帝第一个、也是唯一的孩子，她的母亲是孝明帝九嫔之一的充华潘外憐，而她的祖母即为临朝称制的灵太后胡氏。胡太后对外宣称潘外憐生下的是皇子，并于第二天（正月初八丙寅日，即2月13日）颁布诏书，大赦天下，改元武泰。胡太后之所以诈称皇女为皇子，和她与儿子元诩的矛盾有关。胡太后本为北魏宣武帝众妾之一的充华，但却为宣武帝生下了唯一存活下来的子嗣，即后来继位的元诩。宣武帝死后，元诩继皇帝位，是为孝明帝，尊胡充华为皇太妃，后又加尊为皇太后。因孝明帝年幼，胡太后临朝称制。但孝明帝日渐长大，胡太后却不肯放权归政，而且在政治上排斥异己，生活上不检点，不但引起朝臣反感，连孝明帝对她也大为不满，甚至招致天下人的厌恶，尤其是孝明帝把与胡太后私通的清河王元怿处死后，胡太后对儿子也恨之入骨，母子之间的裂痕越来越深。经过了几次反对胡太后的失败的政变，孝明帝密令大将尔朱荣进兵首都洛阳（今河南省洛阳市），试图胁迫胡太后归政。胡太后知道后，与近臣商议对策，适逢孝明帝的充華潘外憐生了皇女，所以胡太后假称是皇子，大赦天下，转移朝臣的视线，暗中谋划除去孝明帝。

### 登基
武泰元年二月廿五癸丑日（528年3月31日），孝明帝元詡突然驾崩，是被胡太后暗中串通近臣用毒酒毒死的。第二天（即武泰元年二月廿六甲寅日，528年4月1日），胡太后伪称她为皇太子，拥立她登基为皇帝，胡太后继续临朝称制，再次大赦天下。当时的元氏出生刚满50天。由于没有跨年，未改元，仍然沿用“武泰”年号。这样，元氏成为名义上的北魏皇帝。当然，由于这位女婴皇帝才出生一个多月，不可能真正地行使皇帝权力，实权仍然掌握在她的祖母、临朝称制的胡太后手中，元氏只不过是胡太后的傀儡。

### 废黜
胡太后立她为帝才一天不到，见人心已经安定，当天便发下诏书宣布皇帝本是女儿身，废黜女婴皇帝，改立已故宗室临洮王元宝晖的世子元钊为皇帝。
胡太后的诏书全文如下：
皇家握历受图，年将二百；祖宗累圣，社稷载安。高祖以文思先天，世宗以下武经世，股肱惟良，元首穆穆。及大行在御，重以宽仁，奉养率由，温明恭顺。朕以寡昧，亲临万国，识谢涂山，德惭文母。属妖逆递兴，四郊多故。实望穹灵降祐，麟趾众繁。自潘充华有孕椒宫，冀诞储两，而熊罴无兆，维虺遂彰。于时直以国步未康，假称统胤，欲以底定物情，系仰宸极。何图一旦，弓剑莫追，国道中微，大行绝祀。皇曾孙故临洮王宝晖世子钊，体自高祖，天表卓异，大行平日养爱特深，义齐若子，事符当璧。及翊日弗愈，大渐弥留，乃延入青蒲，受命玉几。暨陈衣在庭，登策靡及，允膺大宝，即日践阼。朕是用惶惧忸怩，心焉靡洎。今丧君有君，宗祏惟固，宜崇赏卿士，爰及百辟，凡厥在位，并加陟叙。内外百官文武、督将征人，遭艰解府，普加军功二阶；其禁卫武官，直阁以下直从以上及主帅，可军功三阶；其亡官失爵，听复封位。谋反大逆削除者，不在斯限。清议禁锢，亦悉蠲除。若二品以上不能自受者，任授兒弟。可班宣远迩，咸使知之。
胡太后诏书的大意就是孝明帝死得仓促，来不及指定继承人，只好让他唯一的女儿暂且以皇子身份继承皇位，后来发现元钊是皇位的合适人选，便废女婴皇帝而让元钊当皇帝。元钊于胡太后发下诏书后的第二天（即武泰元年二月廿七乙卯日，528年4月2日）正式即位，是为北魏幼主。实际上，这一废一立都是胡太后试图长期掌握帝国最高权力而使出的手段，因为元钊虽然比女婴皇帝大几岁，但也只有三岁，胡太后立他为皇帝是因为他年幼不能管理国家，她可以继续临朝称制，统治天下了。实际上，胡太后自被孝明帝尊为太后开始就是北魏的实际统治者了，她不但临朝称制，还自称为“朕”（秦始皇以后的皇帝自称），让朝臣们称她为“陛下”（臣下对皇帝的尊称）。

### 结局
女婴皇帝被废後無紀錄可循，再也不知所終，但她因為即位為帝，導致的政治影響很大。而短时间的废立让天下震惊，認定胡太后害死孝明帝，大将尔朱荣遂以胡太后肆意废立为藉口带兵讨伐，而其中一条重要的理由就是胡太后欺瞒上天和朝臣，立女婴为帝。尔朱荣又另立元子攸为皇帝，是为孝莊帝，这样北魏出现了两帝并立的局面。不过这种局面很快就被打破，15日后，尔朱荣的军队占领京师洛阳，胡太后和幼主元钊被俘。尔朱荣将幼主和胡太后押送至黄河南岸边。胡太后在尔朱荣面前说了许多好话求饶，尔朱荣不听，下令将幼主和胡太后沉入黄河，后又屠杀大臣两千多人，史称河阴之变。从此，尔朱荣完全掌握了北魏的实际大权，但是天下沒因此穩定，而北魏则开始了由军阀权臣掌控的时代，直接导致了国家的分裂。

## 女皇帝地位争议
元姑娘的皇帝身份常有爭議，就事實上是當了皇帝沒錯，但短暫的女皇帝身份普遍不被后世所承认，而且史书中，尤其是在正史中从来不把她列入正统的帝系，一来是因为她是胡太后的傀儡，且在位时间只有一天不到，二来是因为她是以冒名男婴而即帝位的。因此，至今为止，武周王朝的武则天仍然被普遍认为是中国历史上的第一位、也是唯一的一位女皇帝。不过，学者成扬则认为，元氏的登基虽然是北魏统治集团内部权力斗争的产物尤其是胡太后一手造成的，但其作为“第一个登上皇帝宝座的女性，这一事实却不容抹杀”，并建议将武则天的身份从“（中国）历史上唯一的女皇帝”修改为“中国历史上有作为的女皇帝”。对于成扬的说法，另一位研究武则天的专家罗元贞予以驳斥，他认为元氏的女皇帝地位连封建时代的史家都不承认，“在社会主义的新中国居然承认”，斥之为“标新立异、沽名钓誉之一例”，他本人则坚持认为武则天才是“真正的”中国第一位、也是唯一的一位女皇帝。

## 相关文艺作品
女婴皇帝元氏在民国小说家蔡东藩所著《历朝通俗演义》之《南北史演义》的第四十七回《萧宝夤称尊叛命 尔朱荣抗表兴师》中短暂出场，其事蹟与事实基本一致。

## 祖先与家庭
| 世宗宣武皇帝元恪（483年—515年） 中国北魏皇帝（499年— 515年在位） | 世宗宣武皇帝元恪（483年—515年） 中国北魏皇帝（499年— 515年在位） | 世宗宣武皇帝元恪（483年—515年） 中国北魏皇帝（499年— 515年在位） | 世宗宣武皇帝元恪（483年—515年） 中国北魏皇帝（499年— 515年在位） | 世宗宣武皇帝元恪（483年—515年） 中国北魏皇帝（499年— 515年在位） | 世宗宣武皇帝元恪（483年—515年） 中国北魏皇帝（499年— 515年在位） |                                                                 |                                                                 | 宣武灵皇后胡氏（？—528年） 中国北魏皇太后（515年—528年在位，临朝称制） | 宣武灵皇后胡氏（？—528年） 中国北魏皇太后（515年—528年在位，临朝称制） | 宣武灵皇后胡氏（？—528年） 中国北魏皇太后（515年—528年在位，临朝称制） | 宣武灵皇后胡氏（？—528年） 中国北魏皇太后（515年—528年在位，临朝称制） | 宣武灵皇后胡氏（？—528年） 中国北魏皇太后（515年—528年在位，临朝称制） | 宣武灵皇后胡氏（？—528年） 中国北魏皇太后（515年—528年在位，临朝称制） |  |  | 外祖父（未知） | 外祖父（未知） | 外祖父（未知） | 外祖父（未知） | 外祖父（未知）        | 外祖父（未知）        |                       |                       | 外祖母（未知）        | 外祖母（未知）        | 外祖母（未知） | 外祖母（未知） | 外祖母（未知） | 外祖母（未知） |  |  |
| 世宗宣武皇帝元恪（483年—515年） 中国北魏皇帝（499年— 515年在位） | 世宗宣武皇帝元恪（483年—515年） 中国北魏皇帝（499年— 515年在位） | 世宗宣武皇帝元恪（483年—515年） 中国北魏皇帝（499年— 515年在位） | 世宗宣武皇帝元恪（483年—515年） 中国北魏皇帝（499年— 515年在位） | 世宗宣武皇帝元恪（483年—515年） 中国北魏皇帝（499年— 515年在位） | 世宗宣武皇帝元恪（483年—515年） 中国北魏皇帝（499年— 515年在位） |                                                                 |                                                                 | 宣武灵皇后胡氏（？—528年） 中国北魏皇太后（515年—528年在位，临朝称制） | 宣武灵皇后胡氏（？—528年） 中国北魏皇太后（515年—528年在位，临朝称制） | 宣武灵皇后胡氏（？—528年） 中国北魏皇太后（515年—528年在位，临朝称制） | 宣武灵皇后胡氏（？—528年） 中国北魏皇太后（515年—528年在位，临朝称制） | 宣武灵皇后胡氏（？—528年） 中国北魏皇太后（515年—528年在位，临朝称制） | 宣武灵皇后胡氏（？—528年） 中国北魏皇太后（515年—528年在位，临朝称制） |  |  | 外祖父（未知） | 外祖父（未知） | 外祖父（未知） | 外祖父（未知） | 外祖父（未知）        | 外祖父（未知）        |                       |                       | 外祖母（未知）        | 外祖母（未知）        | 外祖母（未知） | 外祖母（未知） | 外祖母（未知） | 外祖母（未知） |  |  |
|                                                                  |                                                                  |                                                                  |                                                                  |                                                                  |                                                                  |                                                                 |                                                                 |                                                                        |                                                                        |                                                                        |                                                                        |                                                                        |                                                                        |  |  |                |                |                |                |                       |                       |                       |                       |                       |                       |                |                |                |                |  |  |
|                                                                  |                                                                  |                                                                  |                                                                  | 肃宗孝明皇帝元诩（510年—528年） 中国北魏皇帝（515年—528年在位）  | 肃宗孝明皇帝元诩（510年—528年） 中国北魏皇帝（515年—528年在位）  | 肃宗孝明皇帝元诩（510年—528年） 中国北魏皇帝（515年—528年在位） | 肃宗孝明皇帝元诩（510年—528年） 中国北魏皇帝（515年—528年在位） | 肃宗孝明皇帝元诩（510年—528年） 中国北魏皇帝（515年—528年在位）        | 肃宗孝明皇帝元诩（510年—528年） 中国北魏皇帝（515年—528年在位）        |                                                                        |                                                                        |                                                                        |                                                                        |  |  |                |                |                |                | 潘外憐 （生卒年不详） | 潘外憐 （生卒年不详） | 潘外憐 （生卒年不详） | 潘外憐 （生卒年不详） | 潘外憐 （生卒年不详） | 潘外憐 （生卒年不详） |                |                |                |                |  |  |
|                                                                  |                                                                  |                                                                  |                                                                  | 肃宗孝明皇帝元诩（510年—528年） 中国北魏皇帝（515年—528年在位）  | 肃宗孝明皇帝元诩（510年—528年） 中国北魏皇帝（515年—528年在位）  | 肃宗孝明皇帝元诩（510年—528年） 中国北魏皇帝（515年—528年在位） | 肃宗孝明皇帝元诩（510年—528年） 中国北魏皇帝（515年—528年在位） | 肃宗孝明皇帝元诩（510年—528年） 中国北魏皇帝（515年—528年在位）        | 肃宗孝明皇帝元诩（510年—528年） 中国北魏皇帝（515年—528年在位）        |                                                                        |                                                                        |                                                                        |                                                                        |  |  |                |                |                |                | 潘外憐 （生卒年不详） | 潘外憐 （生卒年不详） | 潘外憐 （生卒年不详） | 潘外憐 （生卒年不详） | 潘外憐 （生卒年不详） | 潘外憐 （生卒年不详） |                |                |                |                |  |  |
|                                                                  |                                                                  |                                                                  |                                                                  |                                                                  |                                                                  |                                                                 |                                                                 |                                                                        |                                                                        |                                                                        |                                                                        |                                                                        |                                                                        |  |  |                |                |                |                |                       |                       |                       |                       |                       |                       |                |                |                |                |  |  |
|                                                                  |                                                                  |                                                                  |                                                                  |                                                                  |                                                                  |                                                                 |                                                                 |                                                                        |                                                                        |                                                                        |                                                                        | 元氏                                                                   |                                                                        |  |  |                |                |                |                |                       |                       |                       |                       |                       |                       |                |                |                |                |  |  |

## 備註
1. ↑  该年号为北魏孝明帝最后一个年号，孝明帝死后女婴皇帝元氏、幼主元钊相继沿用。
2. ↑  胡太后的谥号为宣武灵皇后，作为皇太后则称灵太后。
3. ↑  大行即大行皇帝，指死去的孝明帝。
4. ↑  “河”指黄河，“阴”指山的北边、河流的南边，“河阴”即黄河南岸。
5. ↑  指北魏分裂为高欢掌控的东魏和宇文泰掌控的西魏，高、宇文两位都是尔朱荣时代的大将，后继尔朱荣为北魏权臣。
6. ↑   註: